# Stora Kremlpalatset
Stora Kremlpalatset (ryska: Большой Кремлёвский дворец, Bolshoy Kremlyovskiy dvorets) är ett palats i Ryssland, officiellt residens för Rysslands president och före detta kejserligt residens. Det är beläget innanför Kreml i Moskva.
Palatset uppfördes 1837-1849 för att ersätta det som brann 1812. Det var bostad åt tsarfamiljen under kröningarna i Moskva.

## Historik
Innanför Kremls fästningsmurar låg sedan 1100-talet en rad olika träbyggnader som tjänade som bostad för storfurstarna av Moskva och sedan tsarerna av Ryssland och deras hov. 1499-1508 uppfördes ett stenpalats som 1635-36 byggdes om till Terempalatset, och som var huvudresidens för tsarhovet fram till att det flyttades till Sankt Petersburg 1703.
Åren 1749-1753 lät kejsarinnan Elisabet riva några av träbyggnaderna och uppföra ett nytt palats av Bartolomeo Rastrelli innanför Kreml, som ersatte Terempalatset som hovets huvudbostad när det vistades i Moskva; denna kallades Vinterpalatset. Rastrellis Vinterpalats brann ned under Moskvas brand 1812, men hade restaurerats fem år senare. Tsaren lät dock snart döma ut det restaurerade palatset av stilmässiga skäl, och 1837-1849 uppfördes det nuvarande Stora Kremlpalatset i klassisk stil av Konstantin Thon för en kostnad av 12 miljoner rubel. Palatset var tsarens officiella bostad i Moskva, men då tsarerna sällan vistades i Moskva användes det främst för större officiella högtidsceremonier, framför allt kröningen, som alltid ägde rum i Moskva.
Efter ryska revolutionen 1917 fortsatte palatset att användas för större officiella ceremonier. Under Sovjetunionen användes det som konferenslokal för bland annat Kominterns kongresser och, fram till 1961, för partikongresser, och andra större fester och högtidligheter.

## Bildgalleri

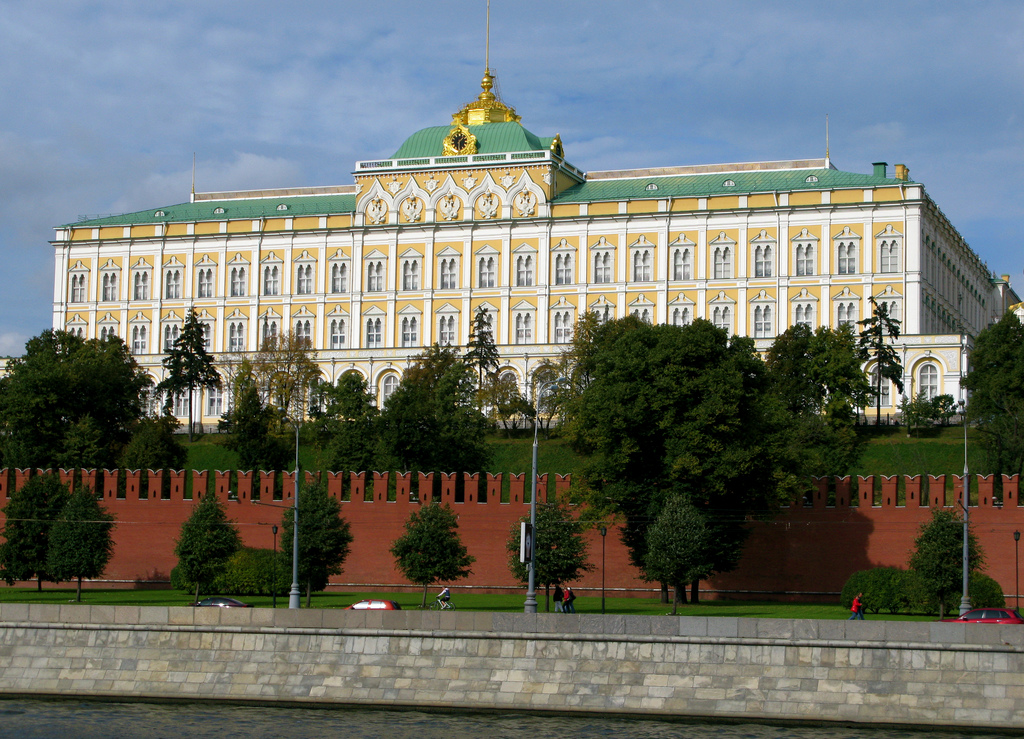
Stora Kremlpalatset, vy från Moskvafloden
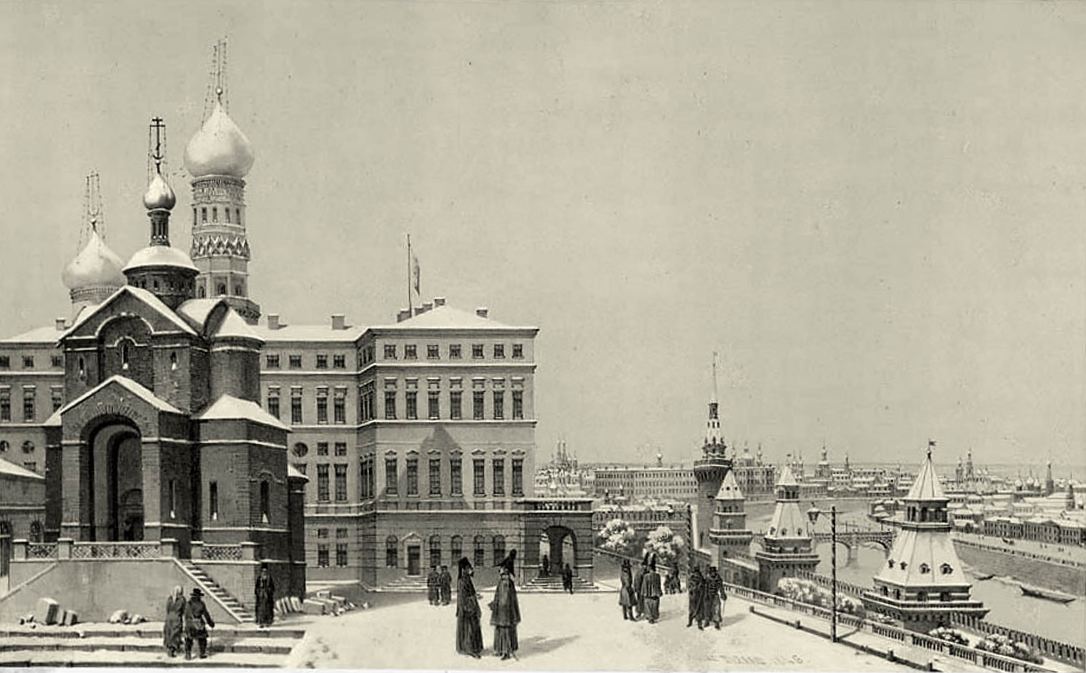
Gamla Stora Kremlpalatset av Rastrelli.